# Menschen und Masken (1923)
Menschen und Masken ist ein zweiteiliger, deutscher Abenteuerstummfilm von und mit Harry Piel aus dem Jahre 1923.

## Handlung
Ein bekannter Filmschauspieler befindet sich gerade auf Reisen. Während seiner Tour durch Europa lernt er einen indischen Herrscher kennen, und beide freunden sich an. Einer von beiden kommt auf die Idee, für die Zeit der Urlaubsreise die Rollen zu tauschen, und so wird aus dem Schauspieler der Emir und aus dem Herrscher der Künstler.
Aus dem Spaß wird Ernst, als plötzlich Pasantasena, die Braut des Herrschers, erscheint und ihm mitteilt, dass in seinem Lande Unruhen ausgebrochen sind. So muss der falsche Emir rasch nach Indien eilen, um dort vor Ort die aufgebrachten Gemüter wieder zu beruhigen. Schließlich kehrt auch der wahre Emir zurück und kann den Schauspieler / falschen Emir davor bewahren, des lieben Friedens willen dessen Braut heiraten zu müssen.

## Produktionsnotizen
Menschen und Masken besaß zwei Teile: Der falsche Emir und Ein gefährliches Spiel. Das Double Feature passierte die Filmzensur am 24. November (Teil 1) bzw. am 29. November 1923 (Teil 2). Beide Teile wurden am Neujahrstag 1924 im Alhambra am Kurfürstendamm uraufgeführt. Der erste Teil des Streifens war sechs Akte lang und besaß eine Länge von 1873 Metern. Der zweite Teil hatte gleichfalls eine Länge von sechs Akten und war 1896 Meter lang. Für beide Teile wurde ein Jugendverbot ausgesprochen.
Harry Piel war in einer Doppelrolle zu sehen. Die Filmbauten wurden von Kurt Richter entworfen. Co-Autor Edmund Heuberger hatte auch die Aufnahmeleitung.

## Kritik
Paimann’s Filmlisten resümierte: 

„Um es vorweg zu nehmen: das Ganze ist wieder völlig im Genre Harry Piels gehalten und auf die Geschmacksrichtung seiner Zuschauergemeinde zugeschnitten. Das Sujet ist diesmal zu seinem Vorteile weniger phantastisch als bei den früheren Erscheinungen dieser Marke, durchgehend unterhaltend gearbeitet und in flotten Tempo inszeniert. Hinsichtlich der Darstellung verdient die Leistung Harry Piels Erwähnung, das übrige Ensemble ist etwas matt, was aber bei Filmen dieser Art weniger in die Wagschale fällt. Die Photographie ist diesmal sehr gut.“

Wiens Neue Freie Presse berichtete in ihrer Ausgabe vom 2. September 1924: 

„Obwohl Harry Piel mit edlem Anstand die asiatischen Prunkgewänder zu tragen weiß, wirkt er doch am interessantesten, wenn er sich selbst spielt. Schon deshalb, weil man ihn bei einer Filmaufnahme zuschauen kann, also sozusagen einen Film im Film zu sehen bekommt und derartige Ateliergeheimnisse und Metierscherze immer der Publikumswirkung sicher sein können. Im übrigen gibt es in diesem Film so viele verblüffende Tricks zu sehen, daß man die Ungereimtheiten der Handlung in den Kauf nimmt. (…) Die Photographie ist beinahe künstlerisch, und man bedauert nur, daß ein derartiger Kraftaufwand an darstellerischen und technischen Leistungen nicht einer wertvolleren Handlung zugute kommt.“

Oskar Kalbus’ Vom Werden deutscher Filmkunst beschrieb 1935 das Prinzip Pielscher Filme wie folgt: 

„Schon in den Sensationsfilmen der Kriegszeit war Harry Piel der „Mann ohne Nerven“. Er ist immer der alte geblieben, der seine Sensationen mit der ihm eigentümlichen Meisterung von Eleganz und Bravour ausführt. Es gehört in allen seinen Filmen zu seinem persönlichen Pech, daß ihm stets Verbrecher nachsetzten, oder aber er ist Befreier der verfolgten Unschuld. Das gefällt besonders den Frauen. Deshalb gehörte Harry Piel zu den populärsten Schauspielern der deutschen Leinwand in der Stummfilmzeit.“